# Peperomia giralana
Peperomia giralana är en pepparväxtart som beskrevs av José Cuatrecasas. Peperomia giralana ingår i släktet peperomior, och familjen pepparväxter. Inga underarter finns listade i Catalogue of Life.